# Liotelphusa wuermlii
Liotelphusa wuermlii is een krabbensoort uit de familie van de Gecarcinucidae. De wetenschappelijke naam van de soort is voor het eerst geldig gepubliceerd in 1975 door Pretzmann.